# Coppa delle nazioni africane 2019
La Coppa delle nazioni africane 2019, o Total Africa Cup of Nations 2019 per ragioni di sponsorizzazione, è stata la 32ª edizione del torneo di calcio continentale per squadre nazionali maschili (spesso detta Coppa d'Africa) organizzato dalla CAF e la cui fase finale si è svolta dal 21 giugno al 19 luglio 2019. È stata la prima edizione a disputarsi in estate nonché la prima a cui hanno preso parte 24 nazionali.
L'edizione avrebbe dovuto svolgersi in Camerun, ma il 30 novembre 2018 la CAF, a causa di ritardi nella costruzione delle infrastrutture e per motivi di sicurezza, ha deciso di togliere la concessione alla nazionale campione in carica, riaprendo le candidature ad altri Paesi. L'8 gennaio seguente la fase finale del torneo è stata affidata all'Egitto. Inoltre, il torneo ha subito variazioni circa le date nelle quali la competizione avrebbe dovuto disputarsi (originariamente il torneo era previsto dal 15 giugno al 13 luglio, poi spostato dal 21 giugno al 19 luglio) a causa del Ramadan.
Il torneo è stato vinto dall'Algeria, al secondo successo nella manifestazione, battendo in finale il Senegal per 1-0.

## Scelta della sede
| Nazioni        | Ultima edizione ospitata |
| -------------- | ------------------------ |
| Algeria        | 1990                     |
| Camerun        | 1972                     |
| RD del Congo   | N/A                      |
| Guinea         | N/A                      |
| Costa d'Avorio | 1984                     |
| Zambia         | N/A                      |

Le nazioni che si candidarono ufficialmente furono Algeria, Camerun, Costa d'Avorio, Guinea, Repubblica Democratica del Congo e Zambia.
La Repubblica Democratica del Congo ha rinunciato alla candidatura a luglio 2014 per via delle preoccupazioni per la sicurezza e le minacce provenienti da vari gruppi militanti.
Il 20 settembre 2014 la CAF ha annunciato che le edizioni 2019, 2021 e 2023 si disputeranno rispettivamente in Camerun, Costa d'Avorio e Guinea. A seguito di evidenti ritardi nella costruzione di stadi e infrastrutture adatte, oltre allo scoppio di conflitti interni al Paese, il Camerun è stato dapprima messo sotto esame e poi sanzionato dalla stessa CAF con la revoca della possibilità di ospitare l'edizione 2019 della Coppa.
L'8 gennaio 2019 la CAF ha annunciato che le edizioni 2019, 2021, 2023 e 2025 sarebbero state disputate rispettivamente in Egitto, Camerun, Costa d'Avorio e Guinea.

## Stadi
Il 17 febbraio 2019 sono state ufficializzate le sei sedi che ospiteranno il torneo: esse sono lo Stadio Internazionale del Cairo, lo Stadio del 30 giugno a Il Cairo, lo Stadio di Alessandria ad Alessandria d'Egitto, lo Stadio di Suez a Suez, lo Stadio Ismailia a Ismailia e l'Al Masry Club Stadium a Porto Said, quest'ultimo sostituito il 13 marzo dallo stadio Al Salam a Il Cairo a seguito del rilevamento di un problema con uno degli stand principale dello stadio.
La partita inaugurale e la finale si disputeranno allo Stadio internazionale del Cairo.
| Il Cairo                                                                              | Il Cairo             | Il Cairo         |
| ------------------------------------------------------------------------------------- | -------------------- | ---------------- |
| Stadio internazionale del Cairo                                                       | Stadio del 30 giugno | Stadio Al Salam  |
| Capienza: 74,100                                                                      | Capienza: 30,000     | Capienza: 30,000 |
|                                                                                       |                      |                  |
| Il Cairo Alessandria d'Egitto Ismailia SuezCoppa delle nazioni africane 2019 (Egitto) |                      |                  |
| Alessandria d'Egitto                                                                  | Suez                 | Ismailia         |
| Stadio di Alessandria                                                                 | Stadio di Suez       | Stadio Ismailia  |
| Capienza: 19,676                                                                      | Capienza: 27,000     | Capienza: 18,525 |
|                                                                                       |                      |                  |

## Marketing

### Pallone
Il pallone ufficiale del torneo è prodotto da Umbro, che subentra così a Mitre con il quale la CAF ha avuto rapporti di partnership nella scorsa edizione. Il design della sfera è ispirato ai colori della bandiera egiziana: bianca con sfumature di colore nero e rosso. Un pallone Neo Pro di alto livello approvato dalla Fifa e dotato di un rivestimento esterno in microfibra Teijin.

### Mascotte
La mascotte ufficiale dell'evento è stata annunciata il 19 maggio 2019.
Chiamato Tut, consiste in un bambino ispirato al faraone egiziano Tutankhamon che indossa una maglia rossa e pantaloncini bianchi, come la divisa della nazionale ospitante.

### Copertura televisiva
In Asia, Australia, Canada, Stati Uniti e Medio Oriente e Nord Africa è visibile su beIN Sports.
In Italia è visibile in esclusiva su DAZN.

## Qualificazioni
Qualificata
     Non qualificata
     Squalificata o non ammessa
     Non membro della CAF

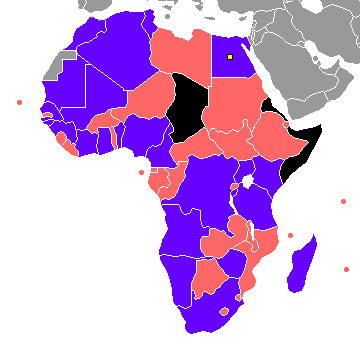
Qualificata
Non qualificata
Squalificata o non ammessa
Non membro della CAF

A causa del ritiro del Marocco da nazionale ospitante nel 2015, la CAF ne ha vietato la partecipazione nelle edizioni 2017 e 2019, pena poi annullata dal Tribunale Arbitrale dello Sport.
Al Ciad, in seguito al volontario ritiro durante le qualificazioni alla Coppa delle Nazioni Africane 2017, è stata vietata la partecipazione anche alla Coppa d'Africa 2019.
Il 30 novembre 2018 la Sierra Leone è stata bandita dalle qualificazioni a causa di dissidi politici all'interno del Paese.

## Squadre partecipanti
| Pr. | Squadra        | Data di qualificazione certa | Partecipante in quanto                                                                                          | Ultima presenza         | Miglior risultato                                     |
| --- | -------------- | ---------------------------- | --- | ----------------------- | ----------------------------------------------------- |
| 1   | Madagascar     | 16 ottobre 2018              | 2ª classificata nel gruppo A di qualificazione                                                                  | Debutto                 | Debutto                                               |
| 2   | Tunisia        | 16 ottobre 2018              | 1ª classificata nel gruppo J di qualificazione                                                                  | Gabon 2017              | Campioni nel 2004                                     |
| 3   | Egitto         | 16 ottobre 2018              | 2ª classificata nel gruppo J di qualificazione / Rappresentativa della nazione organizzatrice della fase finale | Gabon 2017              | Campioni nel 1957, 1959, 1986, 1998, 2006, 2008, 2010 |
| 4   | Senegal        | 16 ottobre 2018              | 1ª classificata nel gruppo A di qualificazione                                                                  | Gabon 2017              | Secondo posto nel 2002                                |
| 5   | Marocco        | 17 novembre 2018             | 1ª classificata nel gruppo B di qualificazione                                                                  | Gabon 2017              | Campioni nel 1976                                     |
| 6   | Nigeria        | 17 novembre 2018             | 1ª classificata nel gruppo E di qualificazione                                                                  | Sudafrica 2013          | Campioni nel 1980, 1994, 2013                         |
| 7   | Uganda         | 17 novembre 2018             | 1ª classificata nel gruppo L di qualificazione                                                                  | Gabon 2017              | Secondo posto nel 1978                                |
| 8   | Mali           | 17 novembre 2018             | 1ª classificata nel gruppo C di qualificazione                                                                  | Gabon 2017              | Secondo posto nel 1972                                |
| 9   | Guinea         | 18 novembre 2018             | 1ª classificata nel gruppo H di qualificazione                                                                  | Guinea Equatoriale 2015 | Secondo posto nel 1976                                |
| 10  | Algeria        | 18 novembre 2018             | 1ª classificata nel gruppo D di qualificazione                                                                  | Gabon 2017              | Campioni nel 1990                                     |
| 11  | Mauritania     | 18 novembre 2018             | 2ª classificata nel gruppo I di qualificazione                                                                  | Debutto                 | Debutto                                               |
| 12  | Costa d'Avorio | 18 novembre 2018             | 2ª classificata nel gruppo H di qualificazione                                                                  | Gabon 2017              | Campioni nel 1992, 2015                               |
| 13  | Kenya          | 30 novembre 2018             | 2ª classificata nel gruppo F di qualificazione                                                                  | Tunisia 2004            | Primo turno nel 1972, 1988, 1990, 1992, 2004          |
| 14  | Ghana          | 30 novembre 2018             | 1ª classificata nel gruppo F di qualificazione                                                                  | Gabon 2017              | Campioni nel 1963, 1965, 1978, 1982                   |
| 15  | Angola         | 22 marzo 2019                | 1ª classificata nel gruppo I di qualificazione                                                                  | Sudafrica 2013          | Quarti di finale nel 2008, 2010                       |
| 16  | Burundi        | 23 marzo 2019                | 2ª classificata nel gruppo C di qualificazione                                                                  | Debutto                 | Debutto                                               |
| 17  | Camerun        | 23 marzo 2019                | 2ª classificata nel gruppo B di qualificazione                                                                  | Gabon 2017              | Campioni nel 1984, 1988, 2000, 2002, 2017             |
| 18  | Guinea-Bissau  | 23 marzo 2019                | 1ª classificata nel gruppo K di qualificazione                                                                  | Gabon 2017              | Primo turno nel 2017                                  |
| 19  | Namibia        | 23 marzo 2019                | 2ª classificata nel gruppo K di qualificazione                                                                  | Ghana 2008              | Primo turno nel 1998, 2008                            |
| 20  | Zimbabwe       | 24 marzo 2019                | 1ª classificata nel gruppo G di qualificazione                                                                  | Gabon 2017              | Primo turno nel 2004, 2006, 2017                      |
| 21  | RD del Congo   | 24 marzo 2019                | 2ª classificata nel gruppo G di qualificazione                                                                  | Gabon 2017              | Campioni nel 1968, 1974                               |
| 22  | Benin          | 24 marzo 2019                | 2ª classificata nel gruppo D di qualificazione                                                                  | Angola 2010             | Primo turno nel 2004, 2008, 2010                      |
| 23  | Tanzania       | 24 marzo 2019                | 2ª classificata nel gruppo L di qualificazione                                                                  | Nigeria 1980            | Primo turno nel 1980                                  |
| 24  | Sudafrica      | 24 marzo 2019                | 2ª classificata nel gruppo E di qualificazione                                                                  | Guinea Equatoriale 2015 | Campioni nel 1996                                     |

## Sorteggio dei gruppi
Il sorteggio per stabilire i gruppi della fase finale si è tenuto di fronte alla sfinge e alle piramidi di Giza il 12 aprile 2019. Le 24 squadre sono state schierate in sei gruppi da quattro squadre ciascuno. La nazione organizzatrice (Egitto) è stata automaticamente assegnata alla posizione A1, come da regolamento, mentre la nazione detentrice del trofeo (Camerun) è stata designata nell'Urna 1. Le restanti 22 squadre sono state classificate in base al proprio posizionamento nella classifica mondiale della FIFA.
Nella seguente tabella le quattro urne e i sei gruppi così definiti come nei documenti ufficiali della CAF.
| Gruppo | Urna 1                       | Urna 2              | Urna 3           | Urna 4              |
| ------ | ---------------------------- | ------------------- | ---------------- | ------------------- |
| A      | Egitto (57 nel ranking FIFA) | RD del Congo (46)   | Uganda (79)      | Zimbabwe (110)      |
| B      | Nigeria (42)                 | Guinea (68)         | Madagascar (107) | Burundi (136)       |
| C      | Senegal (23)                 | Algeria (70)        | Kenya (108)      | Tanzania (131)      |
| D      | Marocco (45)                 | Costa d'Avorio (65) | Sudafrica (73)   | Namibia (113)       |
| E      | Tunisia (28)                 | Mali (65)           | Mauritania (103) | Angola (122)        |
| F      | Camerun (54)                 | Ghana (49)          | Benin (91)       | Guinea-Bissau (118) |

## Arbitri
Qui di seguito è riportata la lista degli arbitri e degli assistenti scelti per la manifestazione.
Arbitri
- Mustapha Ghorbal
- Helder Martins de Carvalho
- Joshua Bondo
- Pacifique Ndabihawenimana
- Sidi Alioum
- Gehad Grisha

- Amin Omar
- Ibrahim Nour El Din
- Bamlak Tessema Weyesa
- Eric Otogo-Castane
- Bakary Gassama
- Peter Waweru

- Andofetra Rakotojaona
- Mahamadou Keita
- Beida Dahane
- Ahmad Imetehaz Heeralall
- Noureddine El Jaafari

- Redouane Jiyed
- Jean Jacques Ndala Ngambo
- Louis Hakizimana
- Maguette Ndiaye
- Issa Sy

- Bernard Camille
- Victor Gomes
- Sadok Selmi
- Youssef Essrayri
- Haythem Guirat
- Janny Sikazwe

Assistenti
- Mokrane Gourari
- Abdelhak Etchiali
- Jerson Emiliano Dos Santos
- Seydou Tiama
- Nguegoue Elvis Guy Noupue
- Evarist Menkouande
- Issa Yaya
- Soulaimane Almadine

- Tahssen Abo El Sadat
- Abouelregal Mahmoud
- Ahmed Hossam Taha
- Tesfagiorghis Berhe
- Samuel Temesgin
- Sidibe Sidiki
- Gilbert Cheruiyot
- Timothy Kiprono Kirui

- Souru Phatsoane
- Attia Amsaaed
- Lionel Andrianantenaina
- Azgaou Lahcen
- Mustapha Akarkad
- Arsenio Maringule
- Mahamadou Yahaya
- Baba Adel

- Oliver Safari
- El Hadji Malick Samba
- Zakhele Thusi Siwela
- Mohammed Ibrahim
- Waleed Ahmed Ali
- Yamen Mellouchi
- Anouar Hmila
- Mark Ssonko

## Regolamento
Con l'allargamento a 24 partecipanti, la fase finale vede le seguenti novità:
- 6 gironi eliminatori invece di 4;
- introduzione degli ottavi di finale nella fase a eliminazione diretta;
- qualificazione diretta agli ottavi di finale per le prime due classificate di ogni girone più le quattro migliori terze.

Per determinare la posizione in classifica di squadre che si trovano a parità di punti saranno presi in considerazione, nell'ordine, i seguenti criteri:
1. maggiore numero di punti negli scontri diretti tra le squadre interessate (classifica avulsa);
2. migliore differenza reti negli scontri diretti tra le squadre interessate (classifica avulsa);
3. maggiore numero di reti segnate negli scontri diretti tra le squadre interessate (classifica avulsa);

Se tuttavia dopo aver applicato i criteri precedenti due squadre si trovassero ancora in parità, si applicheranno nuovamente i tre criteri alle due squadre in questione per determinare la loro posizione finale. Se questa procedura non permetterà di separarle verranno utilizzati, sempre nell'ordine, gli ulteriori parametri qui di seguito: 
1. migliore differenza reti globale;
2. maggiore numero di reti segnate globale;
3. sorteggio da parte del comitato CAF.

Le prime due nazionali classificate di ogni raggruppamento più le quattro migliori terze accedono alla fase a eliminazione diretta che consiste in un tabellone di quattro turni (ottavi di finale, quarti di finale, semifinali e finali) ad accoppiamenti interamente prestabiliti e con incontri basati su partite uniche ed eventuali tempi supplementari e tiri di rigore in caso di persistenza della parità tra le due contendenti, ad eccezione della finale per il terzo posto nella quale, in caso di parità alla fine dei tempi regolamentari, il vincitore verrà stabilito direttamente mediante i tiri di rigore.

## Fase a gironi

### Gruppo A

#### Classifica
| Pos. | Squadra      | Pt | G | V | N | P | GF | GS | DR |
| ---- | ------------ | -- | - | - | - | - | -- | -- | -- |
| 1.   | Egitto       | 9  | 3 | 3 | 0 | 0 | 5  | 0  | +5 |
| 2.   | Uganda       | 4  | 3 | 1 | 1 | 1 | 3  | 3  | 0  |
| 3.   | RD del Congo | 3  | 3 | 1 | 0 | 2 | 4  | 4  | 0  |
| 4.   | Zimbabwe     | 1  | 3 | 0 | 1 | 2 | 1  | 6  | -5 |

#### Risultati
| Arbitro: | Alioum |

|               |           |  |
| Trézéguet 41’ | Marcatori |  |

| Arbitro: | Jiyed |

|  |           |                    |
|  | Marcatori | 14’ Kaddu 48’ Okwi |

| Arbitro: | Otogo-Castane |

|          |           |             |
| Okwi 12’ | Marcatori | 40’ Billiat |

| Arbitro: | Gomes |

|                          |           |  |
| Elmohamady 25’ Salah 43’ | Marcatori |  |

| Arbitro: | Ndiaye |

|  |           |                            |
|  | Marcatori | 36’ Salah 45+1’ Elmohamady |

| Arbitro: | Ghorbal |

|  |           |                                                     |
|  | Marcatori | 4’ Bolingi 34’, 65’ (rig.) Bakambu 78’ Assombalonga |

### Gruppo B

#### Classifica
| Pos. | Squadra    | Pt | G | V | N | P | GF | GS | DR |
| ---- | ---------- | -- | - | - | - | - | -- | -- | -- |
| 1.   | Madagascar | 7  | 3 | 2 | 1 | 0 | 5  | 2  | +3 |
| 2.   | Nigeria    | 6  | 3 | 2 | 0 | 1 | 2  | 2  | 0  |
| 3.   | Guinea     | 4  | 3 | 1 | 1 | 1 | 4  | 3  | +1 |
| 4.   | Burundi    | 0  | 3 | 0 | 0 | 3 | 0  | 4  | -4 |

#### Risultati
| Arbitro: | Camille |

|            |           |  |
| Ighalo 77’ | Marcatori |  |

| Arbitro: | Omar |

|                            |           |                              |
| Kaba 34’ Kamano 66’ (rig.) | Marcatori | 49’ Abel 55’ Andriamatsinoro |

| Arbitro: | de Carvalho |

|            |           |  |
| Omeruo 73’ | Marcatori |  |

| Arbitro: | Guirat |

|                   |           |  |
| Ilaimaharitra 76’ | Marcatori |  |

| Arbitro: | Gassama |

|                                       |           |  |
| Nomenjanahary 13’ Andriamatsinoro 53’ | Marcatori |  |

| Arbitro: | El Jaafari |

|  |           |                  |
|  | Marcatori | 25’, 52’ Yattara |

### Gruppo C

#### Classifica
| Pos. | Squadra  | Pt | G | V | N | P | GF | GS | DR |
| ---- | -------- | -- | - | - | - | - | -- | -- | -- |
| 1.   | Algeria  | 9  | 3 | 3 | 0 | 0 | 6  | 0  | +6 |
| 2.   | Senegal  | 6  | 3 | 2 | 0 | 1 | 5  | 1  | +4 |
| 3.   | Kenya    | 3  | 3 | 1 | 0 | 2 | 3  | 7  | -4 |
| 4.   | Tanzania | 0  | 3 | 0 | 0 | 3 | 2  | 8  | -6 |

#### Risultati
| Arbitro: | Selmi |

|                      |           |  |
| Keita 28’ Diatta 64’ | Marcatori |  |

| Arbitro: | Keita |

|                                 |           |  |
| Bounedjah 34’ (rig.) Mahrez 43’ | Marcatori |  |

| Arbitro: | Sikazwe |

|  |           |             |
|  | Marcatori | 49’ Belaïli |

| Arbitro: | Heeralall |

|                           |           |                       |
| Olunga 39’, 80’ Omolo 62’ | Marcatori | 6’ Msuvan 40’ Samatta |

| Arbitro: | Grisha |

|  |           |                        |
|  | Marcatori | 63’ Sarr 71’, 78’ Mané |

| Arbitro: | Rakotojaona |

|  |           |                              |
|  | Marcatori | 34’ Slimani 39’, 45+1’ Ounas |

### Gruppo D

#### Classifica
| Pos. | Squadra        | Pt | G | V | N | P | GF | GS | DR |
| ---- | -------------- | -- | - | - | - | - | -- | -- | -- |
| 1.   | Marocco        | 9  | 3 | 3 | 0 | 0 | 3  | 0  | +3 |
| 2.   | Costa d'Avorio | 6  | 3 | 2 | 0 | 1 | 5  | 2  | +3 |
| 3.   | Sudafrica      | 3  | 3 | 1 | 0 | 2 | 1  | 2  | -1 |
| 4.   | Namibia        | 0  | 3 | 0 | 0 | 3 | 1  | 6  | -5 |

#### Risultati
| Arbitro: | Hakizimana |

|                     |           |  |
| Keimuine 89’ (aut.) | Marcatori |  |

| Arbitro: | Ghorbal |

|            |           |  |
| Kodjia 64’ | Marcatori |  |

| Arbitro: | Alioum |

|               |           |  |
| En-Nesyri 23’ | Marcatori |  |

| Arbitro: | Sy |

|           |           |  |
| Zungu 68’ | Marcatori |  |

| Arbitro: | Ngambo |

|  |           |               |
|  | Marcatori | 90’ Boussoufa |

| Arbitro: | Waweru |

|              |           |                                        |
| Kamatuka 71’ | Marcatori | 39’ Gradel 58’ Dié 84’ Zaha 89’ Cornet |

### Gruppo E

#### Classifica
| Pos. | Squadra    | Pt | G | V | N | P | GF | GS | DR |
| ---- | ---------- | -- | - | - | - | - | -- | -- | -- |
| 1.   | Mali       | 7  | 3 | 2 | 1 | 0 | 6  | 2  | +4 |
| 2.   | Tunisia    | 3  | 3 | 0 | 3 | 0 | 2  | 2  | 0  |
| 3.   | Angola     | 2  | 3 | 0 | 2 | 1 | 1  | 2  | -1 |
| 4.   | Mauritania | 2  | 3 | 0 | 2 | 1 | 1  | 4  | -3 |

#### Risultati
| Arbitro: | Weyesa |

|                   |           |            |
| Msakni 34’ (rig.) | Marcatori | 73’ Djalma |

| Arbitro: | Ngambo |

|                                                   |           |                  |
| Diaby 37’ Marega 45’ (rig.) Traoré 55’ Traoré 74’ | Marcatori | 72’ (rig.) Hacen |

| Arbitro: | Bondo |

|            |           |                |
| Khazri 70’ | Marcatori | 60’ Samassékou |

| Suez 29 giugno 2019, ore 16:30 UTC+2 Incontro 22 | Mauritania | 0 – 0 referto | Angola | Stadio di Suez (10 120 spett.)\| Arbitro: \| El Din \| |
| Arbitro:                                         | El Din     |               |        |                                                        |

| Suez 2 luglio 2019, ore 21:00 UTC+2 Incontro 35 | Mauritania | 0 – 0 referto | Tunisia | Stadio di Suez (7 732 spett.)\| Arbitro: \| Hakizimana \| |
| Arbitro:                                        | Hakizimana |               |         |                                                           |

| Arbitro: | Jiyed |

|  |           |             |
|  | Marcatori | 37’ Haidara |

### Gruppo F

#### Classifica
| Pos. | Squadra       | Pt | G | V | N | P | GF | GS | DR |
| ---- | ------------- | -- | - | - | - | - | -- | -- | -- |
| 1.   | Ghana         | 5  | 3 | 1 | 2 | 0 | 4  | 2  | +2 |
| 2.   | Camerun       | 5  | 3 | 1 | 2 | 0 | 2  | 0  | +2 |
| 3.   | Benin         | 3  | 3 | 0 | 3 | 0 | 2  | 2  | 0  |
| 4.   | Guinea-Bissau | 1  | 3 | 0 | 1 | 2 | 0  | 4  | -4 |

#### Risultati
| Arbitro: | El Jaafari |

|                        |           |  |
| Banana 66’ Bahoken 69’ | Marcatori |  |

| Arbitro: | Essrayri |

|                        |           |              |
| A. Ayew 9’ J. Ayew 42’ | Marcatori | 2’, 63’ Poté |

| Ismailia 29 giugno 2019, ore 19:00 UTC+2 Incontro 23 | Camerun | 0 – 0 referto | Ghana | Stadio Ismailia (16 724 spett.)\| Arbitro: \| Weyesa \| |
| Arbitro:                                             | Weyesa  |               |       |                                                         |

| Ismailia 29 giugno 2019, ore 22:00 UTC+2 Incontro 24 | Benin           | 0 – 0 referto | Guinea-Bissau | Stadio Ismailia (9 212 spett.)\| Arbitro: \| Ndabihawenimana \| |
| Arbitro:                                             | Ndabihawenimana |               |               |                                                                 |

| Ismailia 2 luglio 2019, ore 18:00 UTC+2 Incontro 33 | Benin | 0 – 0 referto | Camerun | Stadio Ismailia (14 120 spett.)\| Arbitro: \| Selmi \| |
| Arbitro:                                            | Selmi |               |         |                                                        |

| Arbitro: | Otogo-Castane |

|  |           |                     |
|  | Marcatori | 46’ Ayew 72’ Thomas |

### Raffronto tra le squadre terze classificate
Tra le terze classificate di ogni girone, si applicano i seguenti criteri per stabilire il passaggio del turno delle migliori quattro squadre:
- maggior numero di punti ottenuti nella fase a gironi;
- miglior differenza reti complessiva;
- maggior numero di reti segnate nel girone;
- migliore condotta fair play, calcolata partendo da 10 punti per squadra, che vengono decurtati in questo modo:
  1. ogni ammonizione: un punto;
  2. ogni doppia ammonizione o espulsione: tre punti;
- sorteggio;

| Pos. | Squadra      | Pt | G | V | N | P | GF | GS | DR | Girone |
| ---- | ------------ | -- | - | - | - | - | -- | -- | -- | ------ |
| 1.   | Guinea       | 4  | 3 | 1 | 1 | 1 | 4  | 3  | +1 | B      |
| 2.   | RD del Congo | 3  | 3 | 1 | 0 | 2 | 4  | 4  | 0  | A      |
| 3.   | Benin        | 3  | 3 | 0 | 3 | 0 | 2  | 2  | 0  | F      |
| 4.   | Sudafrica    | 3  | 3 | 1 | 0 | 2 | 1  | 2  | -1 | D      |
| 5.   | Kenya        | 3  | 3 | 1 | 0 | 2 | 3  | 7  | -4 | C      |
| 6.   | Angola       | 2  | 3 | 0 | 2 | 1 | 1  | 2  | -1 | E      |

## Fase a eliminazione diretta

### Tabellone
|  | Ottavi di finale                | Ottavi di finale     |                      |       | Quarti di finale          | Quarti di finale          |                      |                      | Semifinali | Semifinali |  |  | Finale | Finale |
|  |                                 |                      |                      |       |                           |                           |                      |                      |            |            |  |  |        |        |
|  | 5 luglio – Il Cairo             |                      |                      |       |                           |                           |                      |                      |            |            |  |  |        |        |
|  |                                 |                      |                      |       |                           |                           |                      |                      |            |            |  |  |        |        |
|  | 2A. Uganda                      | 0                    |                      |       |                           |                           |                      |                      |            |            |  |  |        |        |
|  | 2A. Uganda                      | 0                    | 10 luglio – Il Cairo |       |                           |                           |                      |                      |            |            |  |  |        |        |
|  | 2C. Senegal                     | 1                    |                      |       |                           |                           |                      |                      |            |            |  |  |        |        |
|  | 2C. Senegal                     | 1                    | Senegal              | 1     |                           |                           |                      |                      |            |            |  |  |        |        |
|  | 5 luglio – Il Cairo             |                      | Senegal              | 1     |                           |                           |                      |                      |            |            |  |  |        |        |
|  |                                 | Benin                | 0                    |       |                           |                           |                      |                      |            |            |  |  |        |        |
|  | 1D. Marocco                     | Benin                | 0                    | 1 (1) |                           |                           |                      |                      |            |            |  |  |        |        |
|  | 1D. Marocco                     |                      | 14 luglio – Il Cairo | 1 (1) |                           |                           |                      |                      |            |            |  |  |        |        |
|  | 3F. Benin (dtr)                 | 1 (4)                |                      |       |                           |                           |                      |                      |            |            |  |  |        |        |
|  | 3F. Benin (dtr)                 | 1 (4)                | Senegal (dts)        | 1     |                           |                           |                      |                      |            |            |  |  |        |        |
|  | 7 luglio – Alessandria d'Egitto |                      | Senegal (dts)        | 1     |                           |                           |                      |                      |            |            |  |  |        |        |
|  |                                 | Tunisia              | 0                    |       |                           |                           |                      |                      |            |            |  |  |        |        |
|  | 1B. Madagascar (dtr)            | Tunisia              | 0                    | 2 (4) |                           |                           |                      |                      |            |            |  |  |        |        |
|  | 1B. Madagascar (dtr)            | 11 luglio – Il Cairo |                      | 2 (4) |                           |                           |                      |                      |            |            |  |  |        |        |
|  | 3A. RD del Congo                | 2 (2)                |                      |       |                           |                           |                      |                      |            |            |  |  |        |        |
|  | 3A. RD del Congo                | 2 (2)                | Madagascar           | 0     |                           |                           |                      |                      |            |            |  |  |        |        |
|  | 8 luglio – Ismailia             |                      | Madagascar           | 0     |                           |                           |                      |                      |            |            |  |  |        |        |
|  |                                 | Tunisia              | 3                    |       |                           |                           |                      |                      |            |            |  |  |        |        |
|  | 1F. Ghana                       | Tunisia              | 3                    | 1 (4) |                           |                           |                      |                      |            |            |  |  |        |        |
|  | 1F. Ghana                       |                      | 19 luglio – Il Cairo | 1 (4) |                           |                           |                      |                      |            |            |  |  |        |        |
|  | 2E. Tunisia (dtr)               | 1 (5)                |                      |       |                           |                           |                      |                      |            |            |  |  |        |        |
|  | 2E. Tunisia (dtr)               | 1 (5)                | Senegal              | 0     |                           |                           |                      |                      |            |            |  |  |        |        |
|  | 8 luglio – Suez                 |                      | Senegal              | 0     |                           |                           |                      |                      |            |            |  |  |        |        |
|  |                                 | Algeria              | 1                    |       |                           |                           |                      |                      |            |            |  |  |        |        |
|  | 1E. Mali                        | Algeria              | 1                    | 0     |                           |                           |                      |                      |            |            |  |  |        |        |
|  | 1E. Mali                        | 11 luglio – Suez     |                      | 0     |                           |                           |                      |                      |            |            |  |  |        |        |
|  | 2D. Costa d'Avorio              | 1                    |                      |       |                           |                           |                      |                      |            |            |  |  |        |        |
|  | 2D. Costa d'Avorio              | 1                    | Costa d'Avorio       | 1 (3) |                           |                           |                      |                      |            |            |  |  |        |        |
|  | 7 luglio – Il Cairo             |                      | Costa d'Avorio       | 1 (3) |                           |                           |                      |                      |            |            |  |  |        |        |
|  |                                 | Algeria (dtr)        | 1 (4)                |       |                           |                           |                      |                      |            |            |  |  |        |        |
|  | 1C. Algeria                     | Algeria (dtr)        | 1 (4)                | 3     |                           |                           |                      |                      |            |            |  |  |        |        |
|  | 1C. Algeria                     |                      | 14 luglio – Il Cairo | 3     |                           |                           |                      |                      |            |            |  |  |        |        |
|  | 3B. Guinea                      | 0                    |                      |       |                           |                           |                      |                      |            |            |  |  |        |        |
|  | 3B. Guinea                      | 0                    | Algeria              | 2     |                           |                           |                      |                      |            |            |  |  |        |        |
|  | 6 luglio – Alessandria d'Egitto |                      | Algeria              | 2     |                           |                           |                      |                      |            |            |  |  |        |        |
|  |                                 | Nigeria              | 1                    |       | Finale per il terzo posto | Finale per il terzo posto |                      |                      |            |            |  |  |        |        |
|  | 2B. Nigeria                     | Nigeria              | 1                    | 3     | Finale per il terzo posto | Finale per il terzo posto |                      |                      |            |            |  |  |        |        |
|  | 2B. Nigeria                     | 10 luglio – Il Cairo | 10 luglio – Il Cairo | 3     |                           |                           | 17 luglio – Il Cairo | 17 luglio – Il Cairo |            |            |  |  |        |        |
|  | 2F. Camerun                     | 10 luglio – Il Cairo | 10 luglio – Il Cairo | 2     |                           |                           | 17 luglio – Il Cairo | 17 luglio – Il Cairo |            |            |  |  |        |        |
|  | 2F. Camerun                     | Nigeria              | 2                    | 2     | Tunisia                   | 0                         |                      |                      |            |            |  |  |        |        |
|  | 6 luglio – Il Cairo             | Nigeria              | 2                    |       | Tunisia                   | 0                         |                      |                      |            |            |  |  |        |        |
|  |                                 | Sudafrica            | 1                    |       | Nigeria                   | 1                         |                      |                      |            |            |  |  |        |        |
|  | 1A. Egitto                      | Sudafrica            | 1                    | 0     | Nigeria                   | 1                         |                      |                      |            |            |  |  |        |        |
|  | 1A. Egitto                      |                      |                      | 0     |                           |                           |                      |                      |            |            |  |  |        |        |
|  | 3D. Sudafrica                   | 1                    |                      |       |                           |                           |                      |                      |            |            |  |  |        |        |
|  | 3D. Sudafrica                   | 1                    |                      |       |                           |                           |                      |                      |            |            |  |  |        |        |

### Ottavi di finale
| Arbitro: | de Carvalho |

|                          |                      |                             |
| En-Nesyri 76’            | Marcatori            | 53’ Adilehou                |
| Ideissi Boufal En-Nesyri | Tiri di rigore 1 – 4 | Verdon Djigla Anaane Séïbou |

| Arbitro: | Ghorbal |

|  |           |          |
|  | Marcatori | 15’ Mané |

| Arbitro: | Bondo |

|                           |           |                       |
| Ighalo 19’, 63’ Iwobi 66’ | Marcatori | 41’ Bahoken 44’ N'Jie |

| Arbitro: | Otogo-Castane |

|  |           |           |
|  | Marcatori | 85’ Lorch |

| Arbitro: | El Jaafari |

|                                 |                      |                                  |
| Amada 9’ Andriatsima 77’        | Marcatori            | 21’ Bakambu 90’ Mbemba           |
| Amada Métanire Fontaine Mombris | Tiri di rigore 4 – 2 | Tisserand Bakambu M'Poku Bolasie |

| Arbitro: | Camille |

|                                  |           |  |
| Belaïli 24’ Mahrez 57’ Ounas 82’ | Marcatori |  |

| Arbitro: | Sikazwe |

|  |           |          |
|  | Marcatori | 76’ Zaha |

| Arbitro: | Gomes |

|                                        |                      |                                 |
| Bedoui 90+2’ (aut.)                    | Marcatori            | 73’ Khenissi                    |
| Wakaso J. Ayew Ekuban Agbenyenu Thomas | Tiri di rigore 4 – 5 | Sliti Khazri Bronn Meriah Sassi |

### Quarti di finale
| Arbitro: | Ghorbal |

|           |           |  |
| Gueye 69’ | Marcatori |  |

| Arbitro: | Jiyed |

|                                |           |           |
| Chukwueze 27’ Troost-Ekong 89’ | Marcatori | 71’ Zungu |

| Arbitro: | Weyesa |

|                               |                      |                                         |
| Kodjia 62’                    | Marcatori            | 20’ Feghouli                            |
| Kessié Cornet Bony Gradel Die | Tiri di rigore 3 – 4 | Bensebaini Slimani Delort Ounas Belaïli |

| Arbitro: | Alioum |

|  |           |                                  |
|  | Marcatori | 52’ Sassi 60’ Msakni 90+3’ Sliti |

### Semifinali
| Arbitro: | Weyesa |

|                   |           |  |
| Bronn 101’ (aut.) | Marcatori |  |

| Arbitro: | Gassama |

|                                      |           |                   |
| Troost-Ekong 40’ (aut.) Mahrez 90+5’ | Marcatori | 72’ (rig.) Ighalo |

### Finale 3º posto
| Arbitro: | Grisha |

|  |           |           |
|  | Marcatori | 3’ Ighalo |

### Finale
| Arbitro: | Alioum |

|  |           |              |
|  | Marcatori | 2’ Bounedjah |

## Statistiche

### Classifica marcatori
5 reti
- Odion Ighalo (1 rig.)

3 reti
- Riyad Mahrez
- Adam Ounas

- Cédric Bakambu (1 rig.)
- Sadio Mané

2 reti
- Youcef Belaïli
- Baghdad Bounedjah (1 rig.)
- Mickaël Poté
- Stéphane Bahoken
- Jonathan Kodjia
- Wilfried Zaha

- Ahmed Elmohamady
- Mohamed Salah
- Jordan Ayew
- Mohamed Yattara
- Michael Olunga
- Carolus Andriamatsinoro

- Youssef En-Nesyri
- Bongani Zungu
- Youssef Msakni (1 rig.)
- Emmanuel Okwi

1 rete
- Sofiane Feghouli
- Islam Slimani
- Djalma
- Moïse Adilehou
- Clinton N'Jie
- Yaya Banana
- Maxwel Cornet
- Serey Dié
- Max Gradel
- Trézéguet
- André Ayew
- Thomas Partey
- Sory Kaba
- François Kamano (1 rig.)
- Johanna Omolo
- Anicet Abel
- Ibrahim Amada

- Faneva Imà Andriatsima
- Marco Ilaimaharitra
- Lalaïna Nomenjanahary
- Abdoulay Diaby
- Amadou Haidara
- Moussa Marega (1 rig.)
- Diadie Samassékou
- Adama Traoré
- Adama Traoré
- Mbark Boussoufa
- Hacen (1 rig.)
- Joslin Kamatuka
- Samuel Chukwueze
- Alex Iwobi
- Kenneth Omeruo
- William Troost-Ekong

- Britt Assombalonga
- Jonathan Bolingi
- Chancel Mbemba
- Keita Baldé
- Krépin Diatta
- Idrissa Gueye
- Ismaïla Sarr
- Thembinkosi Lorch
- Simon Msuva
- Mbwana Samatta
- Wahbi Khazri
- Taha Yassine Khenissi
- Ferjani Sassi
- Naïm Sliti
- Patrick Kaddu
- Khama Billiat

Autoreti
- Itamunua Keimuine (1, pro  Marocco)
- William Troost-Ekong (1, pro  Algeria)

- Rami Bedoui (1, pro  Ghana)
- Dylan Bronn (1, pro  Senegal)

### Record
- Gol più veloce:  Mickaël Poté (Ghana-Benin, fase a gironi, 25 giugno) e  Baghdad Bounedjah (Senegal-Algeria, finale, 19 luglio) (2º minuto)
- Gol più lento:
  - Rete:  Riyad Mahrez (Algeria-Nigeria, semifinali, 14 luglio, 90+5º minuto)
  - Autogol:  Dylan Bronn (Senegal-Tunisia, semifinali, 14 luglio, 101º minuto)
- Primo gol:  Trézéguet (Egitto-Zimbabwe, partita inaugurale, fase a gironi, 21 giugno, 41º minuto)
- Ultimo gol:  Baghdad Bounedjah (Senegal-Algeria, finale, 19 luglio, 2º minuto)
- Miglior attacco:  Algeria (13 reti segnate)
- Peggior attacco:  Burundi e  Guinea-Bissau (0 reti segnate)
- Miglior difesa:  Egitto e  Marocco (1 rete subita)
- Peggior difesa:  Tanzania (8 reti subite)
- Miglior differenza reti nella fase a gironi:  Algeria (+6)
- Miglior differenza reti in tutto il torneo:  Algeria (+11)
- Partita con il maggior numero di gol:  Mali- Mauritania 4-1 (fase a gironi, 24 giugno),  Kenya- Tanzania 3-2 (fase a gironi, 27 giugno),  Namibia- Costa d'Avorio 1-4 (fase a gironi, 1º luglio) e  Nigeria- Camerun 3-2 (ottavi di finale, 6 luglio) (5 gol)
- Partita con il maggior scarto di gol:  Zimbabwe- RD del Congo 0-4 (fase a gironi, 30 giugno, 4 gol di scarto)
- Partita con il maggior numero di spettatori:  Egitto- Sudafrica (ottavi di finale, 6 luglio) e  Senegal- Algeria (finale, 19 luglio) 75 000 spettatori)
- Partita con il minor numero di spettatori:  RD del Congo- Uganda (fase a gironi, 22 giugno, 1 083 spettatori)